# Ryszard Kołodziej
Ryszard Kołodziej (ur. 4 grudnia 1948 w Dębnie, zm. 4 stycznia 2011 w Kielcach) – polski polityk, urzędnik państwowy, poseł na Sejm X i II kadencji.

## Życiorys
W 1967 podjął pracę w Centrali Nasiennej Oddział Chojna. Od 1970 do 1974 był nauczycielem w szkole podstawowej w Boleszkowicach, następnie do 1975 zastępcą kierownika w Międzykółkowej Bazie Maszynowej Spółdzielni Kółek Rolniczych Boleszkowice, a w latach 1976–1978 pracował jako specjalista ds. oświaty produkcji roślinnej i ekonomiki w Wojewódzkim Ośrodku Postępu Technicznego w Lubniewicach. Ukończył w 1978 studia na Wydziale Rolniczym Akademii Rolniczej w Szczecinie. Zajmował się potem działalnością doradczą w zakresie rolnictwa.
W 1985 wstąpił do Zjednoczonego Stronnictwa Ludowego. W latach 1986–1989 pełnił funkcję prezesa Miejsko-Gminnego Komitetu tej partii w Dębnie. Z ramienia ZSL sprawował mandat posła na Sejm kontraktowy z okręgu nr 25. Był też posłem II kadencji, wybranym w okręgu nr 12 z ramienia Polskiego Stronnictwa Ludowego.
W latach 90. był dyrektorem generalnym i podsekretarzem stanu w Ministerstwie Rolnictwa i Gospodarki Żywnościowej. Później zajmował kierownicze stanowiska w urzędzie wojewódzkim w Gorzowie Wielkopolskim. Kierował oddziałem Agencji Rynku Rolnego. Następnie został doradcą firmy „Centrostal” z Bydgoszczy.
Zmarł w 2011. Został pochowany na cmentarzu w rodzinnej miejscowości.
Syn Juliana i Ireny, ojciec Tomasza. W 1999 otrzymał Złoty Krzyż Zasługi.